# Santuario della Madonna dell'Oriente (Tagliacozzo)
Il santuario della Madonna dell'Oriente è un edificio religioso situato in località Santa Maria d'Oriente tra Tagliacozzo e la frazione di Sfratati (AQ) in Abruzzo. Il santuario ospita il museo orientale di Tagliacozzo.

## Storia

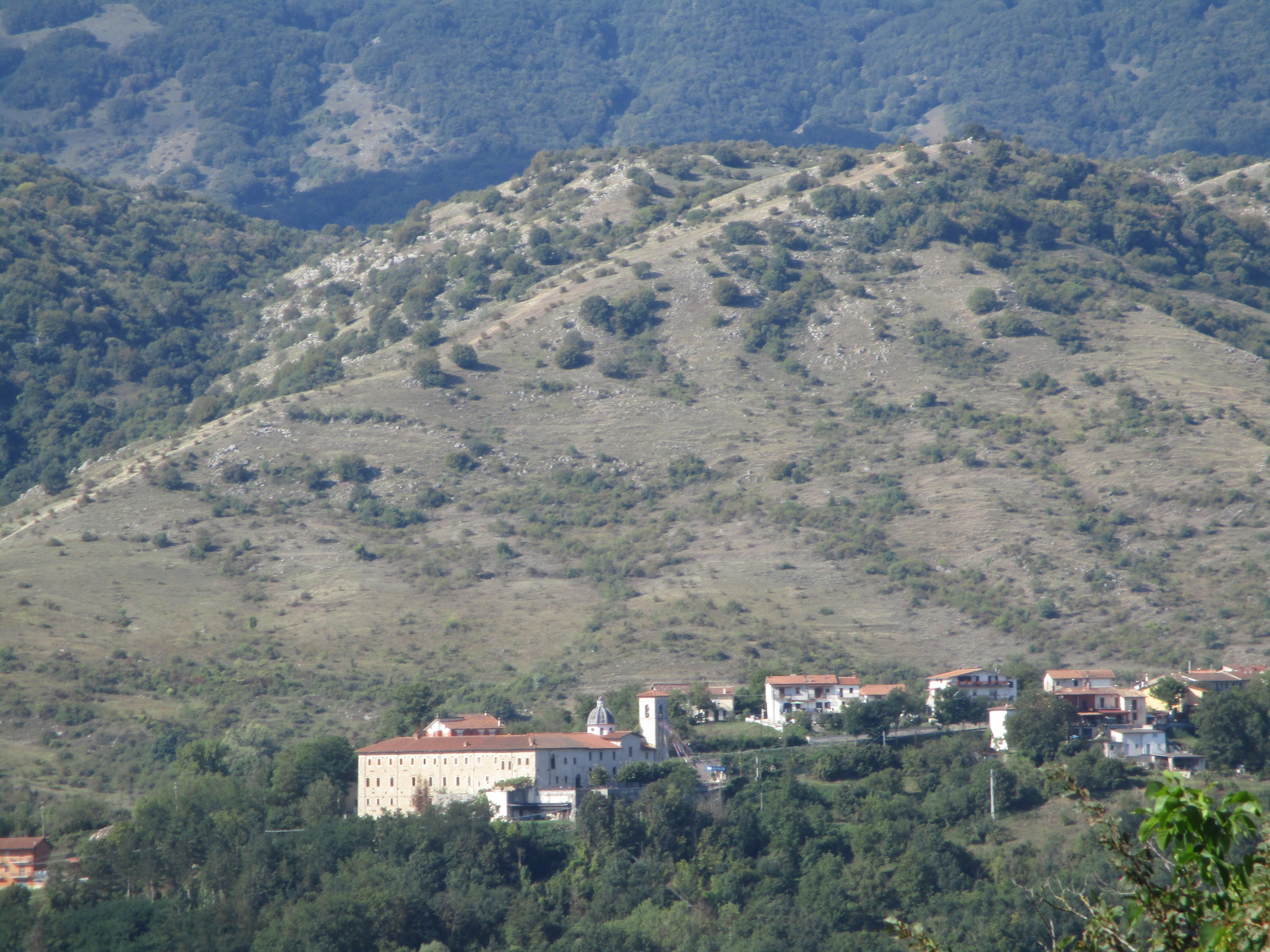
Veduta del santuario

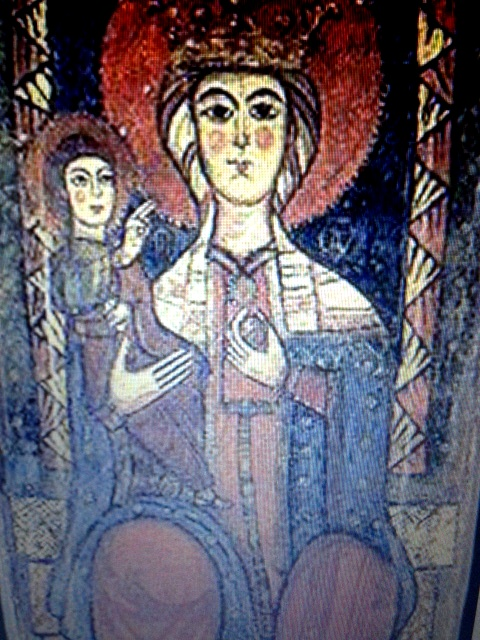
Icona della Madonna dell'Oriente

L'antico santuario della Madonna dell'Oriente, situato su una collina posta alle pendici del monte Aurunzo lungo la convalle dell'Imele a circa 800 m s.l.m., dista pochi chilometri dal centro urbano di Tagliacozzo. I documenti più antichi risalenti al XIV secolo citano la chiesa con il nome di Santa Maria de Orienna, tuttavia le origini del luogo di culto sarebbero più antiche. L'icona della Madonna dell'Oriente infatti risale al XIII secolo.
Secondo la tradizione, l'immagine della Madonna con il Bambino si sarebbe miracolosamente salvata dalla furia distruttrice dell'imperatore bizantino Leone III Isaurico che mise in atto l'iconoclastia distruggendo molteplici opere di carattere religioso in Asia, in particolare nel medio Oriente e in Asia minore. L'icona arrivò in Marsica trasportata da due capitani di ventura, originari di Tagliacozzo.
I numerosi e importanti interventi di restauro dell'edificio sacro hanno con il tempo fatto perdere ulteriori elementi databili al XIII secolo, tuttavia è certo che già nel XVI secolo il santuario era già meta di pellegrinaggio essendo presente un altare lapideo fatto in dono alla Vergine dalla popolazione. Di questo altare restano visibili soltanto alcuni frammenti ospitati presso il museo Orientale che è presente nel convento attiguo al santuario, costruito nel XVIII secolo.
Tra la fine del 1600 ed il 1868 il santuario fu oggetto di importanti interventi di ristrutturazione. L'edificio totalmente ricostruito venne consacrato nel 1742, mentre il convento fu ultimato nel 1913.
Quasi completamente distrutto dal terremoto della Marsica del 1915 il santuario è stato ricostruito con un aspetto rinascimentale nel 1932.
Per oltre un secolo il santuario e la parrocchia hanno ospitato i frati francescani che dopo 117 anni hanno abbandonato il luogo sacro a causa del calo di vocazioni. Dal 2013 i nuovi custodi del santuario sono i frati carmelitani.

## Descrizione

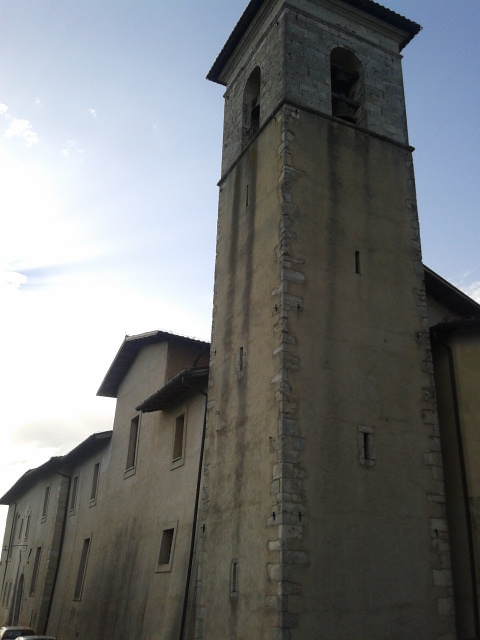
Campanile e facciata posteriore del santuario

L'impianto presenta la chiesa a pianta irregolare composta da tre navate, presenta un'abside poligonale ricostruito nel 1969 e volte semisferiche e, trasversalmente, il convento anch'esso a pianta rettangolare. La navata centrale e quella di destra appaiono di dimensioni regolari mentre quella di sinistra è più stretta in profondità, verso l'abside e più larga all'ingresso. L'altare principale è stato ricostruito nel 1978 con decorazioni in mosaico e musive di Cesare Vitali e del pittore Antonio D'Acchille. Dei sei altari presenti due sono impreziositi dall'arco trionfale. Il coro ligneo è opera dei fratelli Baiocco. Sulle pareti ci sono gli affreschi opera di Raffaello Solmonte che riproducono le scene di San Francesco. L'imponente campanile quadrangolare è posizionato sul lato sinistro della navata laterale e domina la sottostante convalle dell'Imele, attraversata dalla strada statale 5 Via Tiburtina Valeria. 
Nel convento si trova il museo orientale dove è possibile ammirare gli ex voto dal XVII secolo al XX secolo, preziosi reperti archeologici orientali provenienti dall'Egitto e dal medio Oriente, libri sacri scritti in diverse lingue, icone bizantine e monete di ogni epoca e provenienti da diverse nazioni.